# 紙屋町さくらホテル
『紙屋町さくらホテル』（かみやちょうさくらホテル）は、井上ひさしによる戯曲。新国立劇場中劇場の開場記念公演として書き下ろされ1997年10月22日に初演、小学館より2001年2月刊行の戯曲集『最新戯曲集 紙屋町さくらホテル』に収録された。終戦間近の1945年5月の広島の小さなホテルを舞台に、素人を寄せ集めて臨時の劇団を組織し『無法松の一生』を上演する顛末を描いた喜劇を通じて、「天皇の戦争責任」のテーマを問う。

## 概要
広島市への原爆投下により被爆した移動演劇隊「さくら隊」の丸山定夫が終戦直前の5月に広島に滞在していたという事実と、国内査察を目的に派遣された天皇の密使の秘話をモチーフに着想し、虚実を織り交ぜて喜劇として執筆された。原子爆弾によって亡くなった移動演劇「桜隊」の丸山定夫、園井恵子、天皇の密使・長谷川清ら実在の人物が登場し、実話をヒントに構成されているが、実話との違いもある。

## あらすじ
1945年（昭和20年）の初冬、巣鴨プリズンにA級戦犯を名乗って出頭した男がいた。たまたま対応したのは、針生元陸軍中佐。出頭した男は、針生元中佐の顔を見て、数カ月前の原爆投下前の広島での出来事を思い出すのだった。

## 登場人物
神宮淳子
ホテルのオーナー。
アメリカ生まれの日系アメリカ人二世。スパイの疑いをかけられている。
熊田正子
ホテルの共同経営者。
浦沢玲子
劇団員に応募してきた女性。
大島輝彦
ホテル宿泊客。文学博士。
丸山定夫
移動演劇隊「さくら隊」の俳優。
園井恵子
移動演劇隊「さくら隊」の女優。　
戸倉八郎
特高。神宮淳子をつけ狙う。
針生武夫
元陸軍中佐。戦後GHQで働く。
長谷川清
元台湾総督で海軍大将、天皇の密使。

## 書誌情報
- 最新戯曲集 紙屋町さくらホテル（2001年2月、小学館、ISBN 978-4-09-387259-1） - 表題作に「貧乏物語」「連鎖街のひとびと」を併録

## 上演
新国立劇場のこけら落としとして渡辺浩子の演出により1997年10月から11月まで初演。2001年4月、渡辺浩子の演出をもとに井上ひさし自身が演出を担当し、新国立劇場中劇場で再演。
2003年12月、こまつ座が演出・キャストを一新して上演、2006年にも同座が再演、紀伊国屋ホールと各地での公演。さらにキャストを更新して2007年にも各地で公演が行われた。
被爆60年の2005年には劇団俳協が創立45周年記念として公演を行った。

### 日程
初演（1997年）
- 東京・新国立劇場中劇場 1997年10月22日 - 11月12日（24公演）

再演（2001年）
- 東京・新国立劇場中劇場 2001年4月4日 - 25日（19公演）

### キャスト
| 公演＼役名     | 神宮淳子   | 熊田正子 | 浦沢玲子 | 大島輝彦   | 丸山定夫 | 園井恵子   | 戸倉八郎     | 針生武夫   | 長谷川清 |
| -------------- | ---------- | -------- | -------- | ---------- | -------- | ---------- | ------------ | ---------- | -------- |
| 1997年初演     | 森光子     | 梅沢昌代 | 深澤舞   | 井川比佐志 | 辻萬長   | 三田和代   | 松本きょうじ | 小野武彦   | 大滝秀治 |
| 2001年再演     | 宮本信子   | 梅沢昌代 | 深澤舞   | 井川比佐志 | 辻萬長   | 三田和代   | 松本きょうじ | 小野武彦   | 大滝秀治 |
| 2003年こまつ座 | 土居裕子   | 栗田桃子 | 深澤舞   | 久保酎吉   | 木場勝己 | 森奈みはる | 大原康裕     | 河野洋一郎 | 辻萬長   |
| 2006年こまつ座 | 土居裕子   | 栗田桃子 | 前田涼子 | 久保酎吉   | 木場勝己 | 森奈みはる | 大原康裕     | 河野洋一郎 | 辻萬長   |
| 2007年こまつ座 | 中川安奈   | 栗田桃子 | 前田涼子 | 久保酎吉   | 木場勝己 | 森奈みはる | 大原康裕     | 河野洋一郎 | 辻萬長   |
| 2016年こまつ座 | 七瀬なつみ | 伊勢佳世 | 神崎亜子 | 相島一之   | 高橋和也 | 松岡依都美 | 松角洋平     | 石橋徹郎   | 立川三貴 |
| 2017年こまつ座 | 七瀬なつみ | 内田慈   | 神崎亜子 | 相島一之   | 高橋和也 | 松岡依都美 | 松角洋平     | 石橋徹郎   | たかお鷹 |

### スタッフ
| 公演＼担当     | 演出                | 音楽       | 美術     | 衣裳       | 照明   | 音響       | 振付   | 歌唱指導 | 方言指導 | 演出助手 | 舞台監督 |
| -------------- | ------------------- | ---------- | -------- | ---------- | ------ | ---------- | ------ | -------- | -------- | -------- | -------- |
| 1997年初演     | 渡辺浩子            | 宇野誠一郎 | 堀尾幸男 | 緒方規矩子 | 服部基 | 深川定次   | 謝珠栄 | 宮本貞子 | 大原穣子 | 篠原宏子 | 三上司   |
| 2001年再演     | 渡辺浩子 井上ひさし | 宇野誠一郎 | 堀尾幸男 | 緒方規矩子 | 服部基 | 深川定次   | 謝珠栄 | 宮本貞子 | 大原穣子 | 高林真一 | 加藤高   |
| 2003年こまつ座 | 鵜山仁              | 宇野誠一郎 | 石井強司 | 前田文子   | 服部基 | 齋藤美佐男 | 謝珠栄 | 宮本貞子 | 大原穣子 | 伊藤和美 | 加藤高   |
| 2006年こまつ座 | 鵜山仁              | 宇野誠一郎 | 石井強司 | 前田文子   | 服部基 | 齋藤美佐男 | 謝珠栄 | 宮本貞子 | 大原穣子 | 伊藤和美 | 加藤高   |
| 2007年こまつ座 | 鵜山仁              | 宇野誠一郎 | 石井強司 | 前田文子   | 服部基 | 齋藤美佐男 | 謝珠栄 | 宮本貞子 | 大原穣子 | 宮越洋子 | 加藤高   |
| 2016年こまつ座 | 鵜山仁              | 宇野誠一郎 | 石井強司 | 前田文子   | 服部基 | 齋藤美佐男 | 謝珠栄 | 満田恵子 | 大原穣子 | 藤代修平 | 宮﨑康成 |
| 2017年こまつ座 | 鵜山仁              | 宇野誠一郎 | 石井強司 | 前田文子   | 服部基 | 齋藤美佐男 | 謝珠栄 | 満田恵子 | 大原穣子 | 藤代修平 | 宮﨑康成 |

## 実話との違い
- 桜隊の広島到着時期
桜隊が広島に疎開する時に同行した珊瑚座の乃木年雄座長によれば、広島に移動したのが1945年6月22日[4]。しかし、本作では、同年5月に広島に入っている設定になっている。
- 宿泊所
桜隊の宿舎は、紙屋町ではなく、堀川町の高野一歩邸（明治期の広島県議会副議長）といわれている[4]。堀川町から紙屋町までは約750メートル。